# Заполице (гмина)
Гмина Заполице (пол. Gmina Zapolice) — сельская гмина (волость) в Польше, входит как административная единица в Здуньсковольский повет, Лодзинское воеводство. Население — 4688 человек (на 2004 год).

## Сельские округа
1. Белень
2. Браница
3. Холендры-Папроцке
4. Ельно
5. Езорко
6. Калинова
7. Марцелюв
8. Маржынек
9. Млодавин
10. Папротня
11. Пстроконе
12. Пташковице
13. Ройкув
14. Рембешув-Колёня
15. Ройкув
16. Строньско
17. Свендзенеевице
18. Свежины
19. Возники
20. Выгелзув
21. Заполице
22. Замосце

## Соседние гмины
1. Гмина Буженин
2. Гмина Сендзеёвице
3. Гмина Серадз
4. Гмина Видава
5. Гмина Здуньска-Воля
6. Здуньска-Воля